# خوان مانويل أورتيز
خوان مانويل أورتيز (بالإسبانية: Juanma Ortiz)‏ (مواليد 1 مارس 1982 في غواردما ديل سيجورا - إسبانيا) لاعب كرة قدم إسباني يلعب حاليا لصالح نادي الدرجة الأولى ألمرية الإسباني منذ 2007 في مركز المهاجم .

## روابط خارجية
- خوان مانويل أورتيز على موقع قاعدة بيانات كرة القدم.إي يو (الإنجليزية)
- خوان مانويل أورتيز على موقع Soccerbase.com (لاعب) (الإنجليزية)
- خوان مانويل أورتيز على موقع Soccerway.com (الإنجليزية)
- خوان مانويل أورتيز على موقع عالم كرة القدم.نت (الإنجليزية)
- خوان مانويل أورتيز على موقع AS.com (الإسبانية)